# Шушарин, Сергей Сергеевич
Сергей Сергеевич Шушарин (1908 — ?) — советский учёный в области звукотехники кино. Лауреат Сталинской премии третьей степени (1950). Член ВКП(б) с 1932 года.

## Биография
Родился 14 (27) сентября 1908 года. В 1935 году окончил ЛИКИ. В 1935—1936 годах работал на киностудии «Мосфильм», в 1936—1939 годах — на киностудии «Мостехфильм», с 1939 года — в НИКФИ. Занимался разработкой и усовершенствованием звукозаписи и фонограмм при производстве фильмов.

## Награды и премии
- Сталинская премия третьей степени (1950) — за участие в разработке и внедрении нового метода звукозаписи фильмов
- «Гран при» на Брюссельской выставке (1958) — за участие в создании аппаратуры 9-канальной стереофонической системы записи и воспроизведения звука для советской кинопанорамы.